# Благовіщенська церква (Ковель)
Благовіщенська церква — православна церква у місті Ковель (Волинська область), збудована 1877 року; перебуває у віданні Православної церкви України.

## Розташування
При в'їзді на центральне перехрестя «старого міста» із сторони Володимира нас зустрічає прямокутна кам'яна з десятьма баштами споруда Благовіщенської церкви. Гарні хрести, блискучо-срібні бані немовби усміхаються долі, дякуючи новим перетворенням і новому народженню.

## Історія
Церква Благовіщення пресвятої Богородиці має багатовікову історію, сягаючи часів князів Сангушків, а точніше 1505 року. Трохи вище ми згадували про наказ королеви Бони від 1549 року. Саме цим наказом на вільне місце священика, що перейшов до Воскресенського собору призначається ієрей Михайло. Благовіщенська дерев'яна церква була набагато бідніша і землі мала також менше, ніж соборна. Будівля церкви з невеликими змінами, що сталися під час ремонтів, благополучно дожила до 1829 року, коли до неї була приписана Хрестовоздвиженська церква. У 1848 році після пожежі і знищення Воскресенського храму, Благовіщенська перебирає на себе роль соборної. І перебувала в такому стані аж до 1877 року, до введення в дію Воскресенського собору. Нова кам'яна церква мов магнітом притягує прихожан. Соборна церква розквітає, а Благовіщенська поступово починає занепадати. Богослужіння припиняється і врешті церква закривається.
Вітер перемін своїм крилом овіював Ковель. Розвивається економіка, а з нею і залізниця, збільшується населення і число віруючих. Тимчасово закрита церква з давньою унікальною архітектурою знову починає діяти. З 1901 по 1903 рік церква ремонтується і реставрується. 300 прихожан відвідують оновлену святиню. Перша світова війна безжалісно поруйнувала храм і богослужіння знову припиняється.
У 1928 році до Ковеля переїжджає майбутній архієпископ Ігор — священик Іван Губа. Він активно включається у відновлення церкви. Засяяв новою позолотою іконостас — і ззовні, і зсередини заусміхались національні кольори, в які була пофарбована церква. Український колорит Благовіщенської церкви доповнює служіння українською мовою, хором диригував лікар-окуліст Микола Пирогов. «Перші совєти», а пізніше німецька окупація принесли нові випробування для церкви. Іван Губа за радянської влади у 1939–1941 роках вимушений був переховуватися. У цей час він був висвячений патріархом в єпископи у Пінську Діонісієм. При німцях Іван Губа деякий час ще правив службу, але наближається кінець війни і єпископ Ігор виїжджає до Нью-Йорка. А згодом політика сталінського режиму безжалісно руйнує церкви. Цю естафету продовжили нові комуністичні правителі 60–70 років. Церква знову припиняє богослужіння і закривається. Рік за роком унікальне приміщення руйнується, занепадає.
28 січня 1961 року виконком Ковельської міськради, «йдучи назустріч побажанням громадськості», ухвалив рішення за № 72 про організацію краєзнавчого музею на громадських засадах у приміщенні церкви. Атеїсти від влади посилалися на те, що менш як за 100 метрів розташований Воскресенський храм. Відповідальний у справах релігій Волинської області А. Федулов писав: «Вважаю за можливе задовільнити клопотання виконкому Ковельської міськради про вилучення у релігійної общини будинку Благовіщенської церкви». Музей створений не був, але раптом виникла нова ідея заснування музею Леніна. За наказом першого компартійного секретаря будинок, що належав товариству «Спартак», відбирають для потреб музею, а спортсмени опиняються у приміщенні церкви. Але оскільки воно не відповідало умовам тренувань, спортсмени з допомогою влади зносять одну з найдавніших історичних споруд Ковеля. Унікальна пам'ятка архітектури залишилась тільки на фотографіях. На руїнах церкви виросла нова квадратна будівля із спортзалами, та вітер демократичних змін пробудив активність віруючих, які за підтримки влади відвоювали спортивні приміщення для богослужінь.
У великому спортивному залі з'явився іконостас. Частина ікон та інвентаря збереглися у Воскресенському соборі. Радісна можливість слухати молитви українською мовою набула реальності. Велику активність у розбудові храму виявив священик Петро Левочко. Час невблаганно летить уперед, але наповнений відповідним змістом, він залишав після себе добру пам'ять. Саме так сталося із відродженням Благовіщенської церкви Київського патріархату завдяки активності її громади. Таким чином, спортивна споруда перетворена у храм віри православної.